# ماركو بيسكورن
ماركو بيسكورن (بالألمانية: Marco Pischorn)‏ (1 يناير 1986 بمولآكر في ألمانيا - ) هو لاعب كرة قدم ألماني في مركز قلب الدفاع. لعب مع نادي ساندهاوزن ونادي شتوتغارت وفي إف بي شتوتغارت الثاني ونادي بروسيا مونستر.

## وصلات خارجية
- ماركو بيسكورن على موقع قاعدة بيانات كرة القدم.إي يو (الإنجليزية)
- ماركو بيسكورن على موقع بيانات كرة القدم. دي إي (الألمانية)
- ماركو بيسكورن على موقع عالم كرة القدم.نت (الإنجليزية)